# Стретович, Владимир Николаевич
Влади́мир Никола́евич Стрето́вич (укр. Володимир Миколайович Стретович, 19 мая 1958, Житомирская область, Украинская ССР — 6 апреля 2023) — украинский политический и общественный деятель. Народный депутат Украины (1994—1998, 2002—2012). Председатель партии Христианско-Демократический Союз (1998—2010).

## Биография
Закончил Киевский топографический техникум. Четыре года работал по специальности. Потом — Киевский государственный университет им. Т. Г. Шевченко, аспирантура Института государства и права Академии наук Украины.
В 1994 году стал народным депутатом Украины и в 36 лет возглавил Комитет Верховной Рады по вопросам правовой политики и судебно-правовой реформы. Принимал активное участие в разработке новой Конституции Украины, за что был награждён званием «Заслуженный юрист Украины».
В составе избирательного блока Виктора Ющенко «Наша Украина» Стретович повторно избирается в парламент и с июня 2002 до 2006 года возглавлял комитет по вопросам борьбы с организованной преступностью и коррупцией.
С февраля 2003 года являлся президентом Восточноевропейского департамента и членом Совета директоров влиятельной международной организации «Парламентарии против коррупции и организованной преступности» со штаб-квартирой в Канаде.
С декабря 2015 года президент Общества пчеловодов Украины (Спілки пасічників України).
Был женат. Воспитывал двух дочерей — Анну и Екатерину.
Погиб 6 апреля 2023 года в результате ДТП вблизи села Каменка Житомирской области.

## Награды
- Орден князя Ярослава Мудрого IV ст. (2010)[6], V ст. (2005)[7].